# Bernd Stange
Bernd Walter Stange (Doberschau-Gaußig, 14 marzo 1948) è un allenatore di calcio ed ex calciatore tedesco.

## Carriera
Da calciatore ha militato nelle divisioni inferiori del campionato tedesco orientale.
Da allenatore inizia nel 1970 nelle giovanili del Carl Zeiss Jena, per poi ricoprire il ruolo di vice-allenatore e guidarne la prima squadra dal 1976 al 1978. Dal 1978 al 1988 allena varie nazionali giovanili tedesco-orientali, tra cui l'Under-21, la nazionale olimpica e, dal 1984 al 1988, la nazionale maggiore. Dal 1988 al 1991 allena nuovamente il Carl Zeiss Jena, con cui vince la Coppa Piano Karl Rappan nel 1988.
Dopo la riunificazione della Germania allena Hertha Berlino e VfB Lipsia, poi approda in Ucraina, nel 1995 al Dnipro e nel 1996 al CSKA Kiev. Dopo aver allenato nuovamente il Carl Zeiss Jena nel 1997-1998, si trasferisce in Australia, dove guida il Perth Glory dal 1998 al 2001.
Divenuto commissario tecnico dell'Oman nel 2001, guiida la squadra nelle qualificazioni al campionato del mondo 2002, senza successo. Dopo la guerra in Iraq, nel 2002 assume la guida della nazionale irachena, che mantiene fino al 2004. Dal 2005 al 2007 guida i ciprioti dell'Apollōn Limassol, con cui vince il titolo nazionale nel 2005-2006 e la Supercoppa di Cipro nel 2006. Dal 2007 al 2011 è CT della Bielorussia; dal 2013 al 2016 allena Singapore. Dal febbraio 2018 guida la nazionale siriana. L'esperienza si chiude con l'esonero, avvenuto il 10 gennaio 2019 nel giorno della sconfitta per 2-0 contro la Giordania alla seconda giornata del girone della Coppa d'Asia 2019, dopo lo 0-0 all'esordio contro la Palestina.

## Palmarès

### Allenatore

#### Competizioni nazionali
- Campionato cipriota: 1

Apollon Limassol: 2005-2006
- Supercoppa di Cipro: 1

Apollon Limassol: 2006

#### Competizioni internazionali
- Coppa Piano Karl Rappan: 1

Carl Zeiss Jena: 1988